# Tetramolopium sylvae
Tetramolopium sylvae là một loài thực vật có hoa trong họ Cúc. Loài này được Lowrey miêu tả khoa học đầu tiên năm 1986.